# Jacqueline de Backer
Jacqueline de Backer (* 12. Juli 1994 in Püttlingen) ist eine deutsche Fußballspielerin. Sie steht beim Drittligisten 1. FC Riegelsberg unter Vertrag.

## Karriere

### Vereine
De Backer begann in Völklingen im Stadtteil Luisenthal im Alter von drei Jahren beim VfB Luisenthal mit dem Fußballspielen. Im weiteren Verlauf gehörte sie der Jugendmannschaft des 1. FC Saarbrücken bis 2011 an. Noch als B-Jugendspielerin wurde sie in der ersten Mannschaft im Alter von 15 Jahren in der Bundesliga im Dezember 2009 im Auswärtsspiel gegen den 1. FFC Turbine Potsdam eingewechselt. In der Saison wurde sie insgesamt zehnmal in dieser Spielklasse eingesetzt. In der Saison 2010/11 erzielte sie in ihren 13 Punktspielen ihr erstes Tor im Seniorinnenbereich. Mit dem Abstieg ihrer Mannschaft spielte sie von 2011 bis 2020 in der 2. Bundesliga. Am Saisonende 2011/12 belegte sie mit 13 Toren gemeinsam mit Nicole Loipersberger in 22 Punktspielen Platz 4 der Torschützenliste. In der Saison 2017/18 war sie mit 18 Toren Torschützenkönigin in der Gruppe Süd der 2. Bundesliga. Sie bestritt für den 1. FC Saarbrücken auch insgesamt 18 Spiele im Wettbewerb um den DFB-Pokal, in denen ihr acht Tore gelangen; zudem auch die letzten beiden Spiele der Gruppe 1 des Bundesliga-Cup-Wettbewerbs 2011.
Nach einem Jahr ohne Verein spielt sie seit der Saison 2021/22 für den 1. FC Riegelsberg in der drittklassigen Regionalliga Südwest.

### Nationalmannschaft
De Backer erzielte im Jahr 2009 für die U15-Nationalmannschaft sechs Tore in fünf Länderspielen. Ein Jahr später wurde sie fünfmal in der U16-Nationalmannschaft eingesetzt.
Mit der U17-Auswahl des DFB nahm sie an der Europameisterschaft 2011 teil, blieb jedoch ohne Turniereinsatz.

## Erfolge
- Dritter U17-Europameisterschaft 2011
- Torschützenkönigin 2017/18 2. Bundesliga Süd (18 Tore; gemeinsam mit Jana Beuschlein – TSG 1899 Hoffenheim)